# Gianluigi Mattia
Gianluigi Mattia (Venaria Reale, 29 settembre 1940) è un pittore e scultore italiano.

## Biografia
Gianluigi Mattia nasce a Venaria Reale e dopo aver frequentato il liceo artistico a Torino, s'iscrive all'Accademia Albertina, dove è allievo di Felice Casorati, diplomandosi in scenografia. La sua prima esposizione personale la ottiene nel 1961 presso il Circolo degli artisti di Torino.
Nel 1963 si trasferisce a Roma per lavorare per tre anni come assistente con lo scenografo Ezio Frigerio, continuando in parallelo la sua attività di pittore. Inizia a collaborare con la galleria La nuova Pesa organizzando due esposizioni personali, una nel 1966 e l'altra nel 1970.
Nel 1967 inizia la sua attività di docente insegnando prima decorazione all'Accademia di Belle Arti di Bologna, poi all'Accademia di belle arti di Firenze e infine all'Accademia di Belle Arti di Roma dicentando docente di cattedra. La mostra personale tenuta presso la Galleria Giulia di Roma nel 1974 lo consacra come uno degli artisti italiani significati del '900, da quel momento le sue esposizioni si moltiplicheranno in Italia ed Europa. Nello stesso anno sarà presente alla "Italienische Realisten 1945-1974" Berlino e alla XXVIII biennale di Milano.

## Premi
- Nel 1970 con il quadro Proposta per un ritratto a Vincenzo vinse il Premio Suzzara.[7]